# Andrea Gaggero
Andrea Gaggero (Napels op 12 april 1916 — Cennina op 8 juli 1988) was een Italiaans priester, verzetsstrijder en pacifist. De arbeiderszoon studeerde aan een seminarie en aan de Gregoriaanse Universiteit in Rome. In 1940 werd hij tot priester in de katholieke kerk gewijd.
Aan het einde van de Tweede Wereldoorlog maakte hij als priester in Genua deel uit van het verzet en het Comité voor de Bevrijding van Ligurië. Hij werd in juni 1944 gearresteerd en overgebracht naar het hoofdbureau van politie in Genua waar hij 40 dagen lang ondervraagd en gemarteld werd. Daarna volgden een SS-gevangenenkamp in Bolzano en gevangenschap in het concentratiekamp Mauthausen in Duitsland. Voor zijn verzetsdaden en moed werd Andrea Gaggero onderscheiden met de exclusieve "Medaglia d'argento al valor militare", de Medaille voor Militaire Dapperheid in Zilver.
Na de oorlog kwam Andrea Gaggero politiek dicht bij de Italiaanse Communistische Partij te staan. Hij was teleurgesteld in de politieke keuzen van de katholieke Democrazia Cristiana, de Christen-Democratische Partij van Italië. Als pacifist en tegenstander van de kernbewapening nam hij in november 1950 op persoonlijke titel deel aan het tweede wereldcongres van de "Partizanen voor de Vrede" dat in Warschau werd gehouden. Hij werd daar lid van de Wereldraad van de Partizanen van Vrede.
Dit ongeautoriseerde bezoek kon de goedkeuring van het Vaticaan niet wegdragen. Na terugkeer werd hij door het Heilig Officie, de opvolger van de inquisitie, ontboden. Het kwam niet tot een verzoening of een vergelijk en Andrea Gaggero publiceerde een open brief waarin hij het decreet van het Heilig Officie verwierp en zijn recht om zich in te zetten voor vrede verdedigde. Op 10 mei 1951 publiceerde de Osservatore Romano een communiqué van het Heilig Officie waarin bekend werd gemaakt dat Andrea Gaggero wegens ernstige ongehoorzaamheid was ontslagen uit de priesterlijke staat.
In de daaropvolgende jaren bleef Andrea Gaggero het Italiaanse Comité voor vrede leiden. In 1953 kreeg hij de Stalin Vredesprijs van de regering van de Sovjet-Unie. In 1954 werd hij onderscheiden met de Zilveren Medaille van het Verzet. In 1963 was hij in Oxford aanwezig bij de oprichting van het ICDP (Internationaal Verbond voor Ontwapening en Vrede), een vereniging van verschillende vredesorganisaties in het Westen. Andrea Gaggero werd tot lid van het uitvoerend comité verkozen.
In de daaropvolgende jaren was Andrea Gaggero betrokken bij het Comite voor Vrede in Vietnam en zette hij zich in voor erkenning van de Duitse Democratische Republiek en herstel van de democratie in Portugal en Spanje. Hij liet een dagboek na dat onder de titel "Vestio da omo" verscheen.
- Gemeinsame Normdatei: 122718429
- International Standard Name Identifier: 0000 0000 1636 4264
- Virtual International Authority File: 37807071